# Seven de la República 2016
El Seven de la República de 2016 fue la trigésimo-tercera edición del torneo de rugby 7 de fin de temporada para uniones regionales afiliadas a la Unión Argentina de Rugby y la vigésimo-séptima en ser organizada en la ciudad de Paraná, Entre Ríos. Se llevó a cabo el 9 y 10 de diciembre de 2016 en El Plumazo y La Tortuguita, sedes del Club Atlético Estudiantes y Paraná Rowing Club, respectivamente.
La Unión de Rugby de Cuyo logró su tercer título de forma invicta, derrotando a los campeones defensores, la Unión de Rugby de Buenos Aires, en dos ocasiones (19-15 en fase de grupos y 14-5 en la final) y cortando una racha de cuatro títulos consecutivos para los porteños. Los mendocinos fueron dirigidos por Diego Pincolini y Facundo Biffi, quienes ya habían ganado el torneo en 2007  como jugadores.
A partir de esta edición se comenzó a disputar el Seven de la República Femenino en conjunto con el torneo masculino. Luego de que el torneo femenino de selecciones nacionales fuese discontinuado en 2015, este nuevo torneo buscó reunir a los seleccionados de las uniones regionales de la Argentina, siendo así más similar al torneo masculino. El torneo inaugural fue ganado por la Unión de Rugby de Buenos Aires.

## Equipos participantes
Participaron del torneo veinticuatro equipos: dieciséis en la Zona Campeonato y ocho en la Zona Ascenso. 
| División                   | Equipo              | Unión                                                |
| -------------------------- | ------------------- | ---------------------------------------------------- |
| Zona Campeonato 16 equipos | Buenos Aires        | Unión de Rugby de Buenos Aires                       |
| Zona Campeonato 16 equipos | Chubut              | Unión de Rugby del Valle del Chubut                  |
| Zona Campeonato 16 equipos | Córdoba             | Unión Cordobesa de Rugby                             |
| Zona Campeonato 16 equipos | Cuyo                | Unión de Rugby de Cuyo                               |
| Zona Campeonato 16 equipos | Entre Ríos          | Unión Entrerriana de Rugby                           |
| Zona Campeonato 16 equipos | Lagos del Sur       | Unión de Rugby de los Lagos del Sur                  |
| Zona Campeonato 16 equipos | Mar del Plata       | Unión de Rugby de Mar del Plata                      |
| Zona Campeonato 16 equipos | Noreste             | Unión de Rugby del Noreste                           |
| Zona Campeonato 16 equipos | Rosario             | Unión de Rugby de Rosario                            |
| Zona Campeonato 16 equipos | Salta               | Unión de Rugby de Salta                              |
| Zona Campeonato 16 equipos | San Juan            | Unión Sanjuanina de Rugby                            |
| Zona Campeonato 16 equipos | Santa Fe            | Unión Santafesina de Rugby                           |
| Zona Campeonato 16 equipos | Santiago del Estero | Unión Santiagueña de Rugby                           |
| Zona Campeonato 16 equipos | Sur                 | Unión de Rugby del Sur                               |
| Zona Campeonato 16 equipos | Tierra del Fuego    | Unión de Rugby de Tierra del Fuego                   |
| Zona Campeonato 16 equipos | Tucumán             | Unión de Rugby de Tucumán                            |
| Zona Ascenso 8 equipos     | Alto Valle          | Unión de Rugby del Alto Valle de Río Negro y Neuquén |
| Zona Ascenso 8 equipos     | Andina              | Unión Andina de Rugby                                |
| Zona Ascenso 8 equipos     | Austral             | Unión de Rugby Austral                               |
| Zona Ascenso 8 equipos     | Formosa             | Unión de Rugby de Formosa                            |
| Zona Ascenso 8 equipos     | Jujuy               | Unión Jujeña de Rugby                                |
| Zona Ascenso 8 equipos     | Misiones            | Unión de Rugby de Misiones                           |
| Zona Ascenso 8 equipos     | Oeste               | Unión de Rugby del Oeste de Buenos Aires             |
| Zona Ascenso 8 equipos     | San Luis            | Unión Santafesina de Rugby                           |

## Formato
Los veinticuatro equipos fueron divididos en dos categorías: Zona Campeonato (dieciséis equipos) y Zona Ascenso (ocho equipos). Ambas zonas se dividieron en grupos que se resolvieron con el sistema de todos contra todos a una sola ronda; la victoria otorgando 2 puntos, el empate 1 y la derrota 0 puntos. Todos los grupos fueron organizados de acuerdo a la posición final que cada equipo obtuvo en la edición anterior.
Zona Campeonato
La Zona Campeonato estuvo compuesta por cuatro grupos de cuatro equipos cada uno. Una vez resueltos los grupos, todos los equipos clasificaron a llaves finales (disputadas a eliminación directa) dependiendo de su posición: los dos mejores equipos de cada grupo clasificaron a los cuartos de final de la Copas de Oro, mientras que los 3.° y 4.° clasificaron a los cuartos de final de la Copa de Bronce. 
Los equipos eliminados en cuartos de final de la Copa de Oro clasificaron a las semifinales de la Copa de Plata, mientras que los eliminados en cuartos de final de la Copa de Bronce clasificaron a las semifinales de Posicionamiento. El ganador de la Copa de Oro es considerado el campeón de la temporada, mientras que el peor clasificado en la llave de Posicionamiento desciende a la Zona Ascenso de la siguiente temporada.
Zona Ascenso
La Zona Ascenso estuvo compuesta por dos grupos de cuatro equipos cada uno. Todos los equipos de la Zona Ascenso clasificaron a los cuartos de final de Ascenso, las posiciones en la fase de grupos sólo definieron las llaves: el 1.° de una zona con el 4.° de la otra, el 2.° con el 3.°, y así sucesivamente. A partir de cuartos, todos los partidos fueron a eliminación directa y el ganador de la final es el campeón de la Zona Ascenso  y asciende a la Zona Campeonato de la siguiente temporada.

## Zona Campeonato

### Zona 1
| Pos. | Equipos       | Partidos | Partidos | Partidos | Tantos | Tantos | Tantos | Pts. |
| Pos. | Equipos       | G        | E        | P        | PF     | PC     | DP     | Pts. |
| ---- | ------------- | -------- | -------- | -------- | ------ | ------ | ------ | ---- |
| 1.°  | Cuyo          | 3        | 0        | 0        | 56     | 44     | +12    | 6    |
| 2.°  | Buenos Aires  | 2        | 0        | 1        | 68     | 29     | +39    | 4    |
| 3.°  | Noreste       | 1        | 0        | 2        | 44     | 65     | −21    | 2    |
| 4.°  | Lagos del Sur | 0        | 0        | 3        | 27     | 60     | −33    | 0    |

|  | Clasifica a Copa de Oro.    |
|  | Clasifica a Copa de Bronce. |

| 9 de diciembre | Buenos Aires | 29 - 0  | Lagos del Sur | Paraná Rowing Club, Paraná |  |
|                |              | Reporte |               |                            |  |

| 9 de diciembre | Noreste | 17 - 26 | Cuyo | Paraná Rowing Club, Paraná |  |
|                |         | Reporte |      |                            |  |

| 9 de diciembre | Buenos Aires | 15 - 19 | Cuyo | Paraná Rowing Club, Paraná |  |
|                |              | Reporte |      |                            |  |

| 9 de diciembre | Noreste | 17 - 15 | Lagos del Sur | Paraná Rowing Club, Paraná |  |
|                |         | Reporte |               |                            |  |

| 9 de diciembre | Buenos Aires | 24 - 10 | Noreste | Paraná Rowing Club, Paraná |  |
|                |              | Reporte |         |                            |  |

| 9 de diciembre | Cuyo | 14 - 12 | Lagos del Sur | Paraná Rowing Club, Paraná |  |
|                |      | Reporte |               |                            |  |

### Zona 2
| Pos. | Equipos  | Partidos | Partidos | Partidos | Tantos | Tantos | Tantos | Pts. |
| Pos. | Equipos  | G        | E        | P        | PF     | PC     | DP     | Pts. |
| ---- | -------- | -------- | -------- | -------- | ------ | ------ | ------ | ---- |
| 1.°  | Córdoba  | 3        | 0        | 0        | 108    | 34     | +74    | 6    |
| 2.°  | Santa Fe | 2        | 0        | 1        | 53     | 59     | -6     | 4    |
| 3.°  | San Juan | 1        | 0        | 2        | 43     | 71     | −28    | 2    |
| 4.°  | Rosario  | 0        | 0        | 3        | 33     | 83     | −50    | 0    |

|  | Clasifica a Copa de Oro.    |
|  | Clasifica a Copa de Bronce. |

| 9 de diciembre | Santa Fe | 19 - 12 | San Juan | CA Estudiantes, Paraná |  |
|                |          | Reporte |          |                        |  |

| 9 de diciembre | Córdoba | 35 - 7  | Rosario | CA Estudiantes, Paraná |  |
|                |         | Reporte |         |                        |  |

| 9 de diciembre | Santa Fe | 24 - 5  | Rosario | CA Estudiantes, Paraná |  |
|                |          | Reporte |         |                        |  |

| 9 de diciembre | Córdoba | 31 - 17 | San Juan | CA Estudiantes, Paraná |  |
|                |         | Reporte |          |                        |  |

| 9 de diciembre | Rosario | 21 - 24 | San Juan | CA Estudiantes, Paraná |  |
|                |         | Reporte |          |                        |  |

| 9 de diciembre | Santa Fe | 10 - 42 | Córdoba | CA Estudiantes, Paraná |  |
|                |          | Reporte |         |                        |  |

### Zona 3
| Pos. | Equipos          | Partidos | Partidos | Partidos | Tantos | Tantos | Tantos | Pts. |
| Pos. | Equipos          | G        | E        | P        | PF     | PC     | DP     | Pts. |
| ---- | ---------------- | -------- | -------- | -------- | ------ | ------ | ------ | ---- |
| 1.°  | Entre Ríos       | 3        | 0        | 0        | 67     | 15     | +52    | 6    |
| 2.°  | Mar del Plata    | 1        | 0        | 2        | 41     | 36     | +5     | 2    |
| 3.°  | Sur              | 1        | 0        | 2        | 38     | 50     | −12    | 2    |
| 4.°  | Tierra del Fuego | 1        | 0        | 2        | 33     | 78     | −45    | 2    |

|  | Clasifica a Copa de Oro.    |
|  | Clasifica a Copa de Bronce. |

| 9 de diciembre | Entre Ríos | 17 - 15 | Sur | CA Estudiantes, Paraná |  |
|                |            | Reporte |     |                        |  |

| 9 de diciembre | Mar del Plata | 26 - 5  | Tierra del Fuego | CA Estudiantes, Paraná |  |
|                |               | Reporte |                  |                        |  |

| 9 de diciembre | Entre Ríos | 31 - 0  | Tierra del Fuego | CA Estudiantes, Paraná |  |
|                |            | Reporte |                  |                        |  |

| 9 de diciembre | Mar del Plata | 5 - 12  | Sur | CA Estudiantes, Paraná |  |
|                |               | Reporte |     |                        |  |

| 9 de diciembre | Entre Ríos | 19 - 10 | Mar del Plata | CA Estudiantes, Paraná |  |
|                |            | Reporte |               |                        |  |

| 9 de diciembre | Tierra del Fuego | 10 - 42 | Sur | Paraná Rowing Club, Paraná |  |
|                |                  | Reporte |     |                            |  |

### Zona 4
| Pos. | Equipos         | Partidos | Partidos | Partidos | Tantos | Tantos | Tantos | Pts. |
| Pos. | Equipos         | G        | E        | P        | PF     | PC     | DP     | Pts. |
| ---- | --------------- | -------- | -------- | -------- | ------ | ------ | ------ | ---- |
| 1.°  | Tucumán         | 3        | 0        | 0        | 100    | 31     | +69    | 6    |
| 2.°  | Salta           | 2        | 0        | 1        | 72     | 28     | +44    | 4    |
| 3.°  | Sgo. del Estero | 1        | 0        | 2        | 40     | 77     | −37    | 2    |
| 4.°  | Chubut          | 0        | 0        | 3        | 31     | 97     | −66    | 0    |

|  | Clasifica a Copa de Oro.    |
|  | Clasifica a Copa de Bronce. |

| 9 de diciembre | Tucumán | 38 - 7  | Chubut | CA Estudiantes, Paraná |  |
|                |         | Reporte |        |                        |  |

| 9 de diciembre | Salta | 29 - 5  | Santiago del Estero | CA Estudiantes, Paraná |  |
|                |       | Reporte |                     |                        |  |

| 9 de diciembre | Salta | 24 - 12 | Chubut | CA Estudiantes, Paraná |  |
|                |       | Reporte |        |                        |  |

| 9 de diciembre | Tucumán | 36 - 5  | Santiago del Estero | CA Estudiantes, Paraná |  |
|                |         | Reporte |                     |                        |  |

| 9 de diciembre | Santiago del Estero | 35 - 12 | Chubut | CA Estudiantes, Paraná |  |
|                |                     | Reporte |        |                        |  |

| 9 de diciembre | Tucumán | 26 - 19 | Salta | Paraná Rowing Club, Paraná |  |
|                |         | Reporte |       |                            |  |

## Zona Ascenso

### Zona 5
| Pos. | Equipos | Partidos | Partidos | Partidos | Tantos | Tantos | Tantos | Pts. |
| Pos. | Equipos | G        | E        | P        | PF     | PC     | DP     | Pts. |
| ---- | ------- | -------- | -------- | -------- | ------ | ------ | ------ | ---- |
| 1.°  | Formosa | 2        | 1        | 0        | 39     | 25     | +14    | 5    |
| 2.°  | Austral | 1        | 1        | 1        | 36     | 41     | -5     | 3    |
| 3.°  | Oeste   | 1        | 0        | 2        | 34     | 29     | +5     | 2    |
| 4.°  | Andina  | 1        | 0        | 2        | 39     | 53     | −14    | 2    |

| 9 de diciembre | Formosa | 10 - 10 | Austral | Paraná Rowing Club, Paraná |  |
|                |         | Reporte |         |                            |  |

| 9 de diciembre | Andina | 5 - 22  | Oeste | Paraná Rowing Club, Paraná |  |
|                |        | Reporte |       |                            |  |

| 9 de diciembre | Formosa | 12 - 5  | Oeste | Paraná Rowing Club, Paraná |  |
|                |         | Reporte |       |                            |  |

| 9 de diciembre | Andina | 24 - 14 | Austral | Paraná Rowing Club, Paraná |  |
|                |        | Reporte |         |                            |  |

| 9 de diciembre | Formosa | 17 - 10 | Andina | Paraná Rowing Club, Paraná |  |
|                |         | Reporte |        |                            |  |

| 9 de diciembre | Oeste | 7 - 12  | Austral | Paraná Rowing Club, Paraná |  |
|                |       | Reporte |         |                            |  |

### Zona 6
| Pos. | Equipos    | Partidos | Partidos | Partidos | Tantos | Tantos | Tantos | Pts. |
| Pos. | Equipos    | G        | E        | P        | PF     | PC     | DP     | Pts. |
| ---- | ---------- | -------- | -------- | -------- | ------ | ------ | ------ | ---- |
| 1.°  | Misiones   | 3        | 0        | 0        | 102    | 22     | +80    | 6    |
| 2.°  | Alto Valle | 2        | 0        | 1        | 56     | 32     | +24    | 4    |
| 3.°  | Jujuy      | 1        | 0        | 2        | 25     | 58     | -33    | 2    |
| 4.°  | San Luis   | 0        | 0        | 3        | 15     | 84     | −69    | 0    |

| 9 de diciembre | Misiones | 47 - 5  | San Luis | CA Estudiantes, Paraná |  |
|                |          | Reporte |          |                        |  |

| 9 de diciembre | Alto Valle | 20 - 5  | Jujuy | CA Estudiantes, Paraná |  |
|                |            | Reporte |       |                        |  |

| 9 de diciembre | Misiones | 33 - 5  | Jujuy | CA Estudiantes, Paraná |  |
|                |          | Reporte |       |                        |  |

| 9 de diciembre | Alto Valle | 22 - 5  | San Luis | CA Estudiantes, Paraná |  |
|                |            | Reporte |          |                        |  |

| 9 de diciembre | Misiones | 22 - 12 | Alto Valle | CA Estudiantes, Paraná |  |
|                |          | Reporte |            |                        |  |

| 9 de diciembre | Jujuy | 15 - 5  | San Luis | CA Estudiantes, Paraná |  |
|                |       | Reporte |          |                        |  |

## Fase final

### Copa de Oro
|  | Cuartos de final | Cuartos de final | Cuartos de final |              |         | Semifinales | Semifinales | Semifinales |  |      | Final Oro | Final Oro | Final Oro |  |
|  |                  |                  |                  |              |         |             |             |             |  |      |           |           |           |  |
|  |                  |                  |                  |              |         |             |             |             |  |      |           |           |           |  |
|  | Cuyo             | Cuyo             | 19               |              |         |             |             |             |  |      |           |           |           |  |
|  | Cuyo             | Cuyo             | 19               |              |         |             |             |             |  |      |           |           |           |  |
|  | Salta            | Salta            | 12               |              |         |             |             |             |  |      |           |           |           |  |
|  | Salta            | Salta            | 12               |              | Cuyo    | Cuyo        | 7           |             |  |      |           |           |           |  |
|  |                  |                  |                  |              | Cuyo    | Cuyo        | 7           |             |  |      |           |           |           |  |
|  |                  |                  | Entre Ríos       | Entre Ríos   | 5       |             |             |             |  |      |           |           |           |  |
|  | Entre Ríos       | Entre Ríos       | Entre Ríos       | Entre Ríos   | 5       | 10          |             |             |  |      |           |           |           |  |
|  | Entre Ríos       | Entre Ríos       |                  |              |         |             |             |             |  |      |           |           |           |  |
|  | Santa Fe         | Santa Fe         | 7                |              |         |             |             |             |  |      |           |           |           |  |
|  | Santa Fe         | Santa Fe         | 7                |              |         |             |             |             |  | Cuyo | Cuyo      | 14        |           |  |
|  |                  |                  |                  |              |         |             |             |             |  | Cuyo | Cuyo      | 14        |           |  |
|  |                  |                  | Buenos Aires     | Buenos Aires | 5       |             |             |             |  |      |           |           |           |  |
|  | Córdoba          | Córdoba          | Buenos Aires     | Buenos Aires | 5       | 21          |             |             |  |      |           |           |           |  |
|  | Córdoba          | Córdoba          |                  |              |         |             |             |             |  |      |           |           |           |  |
|  | Mar del Plata    | Mar del Plata    | 7                |              |         |             |             |             |  |      |           |           |           |  |
|  | Mar del Plata    | Mar del Plata    | 7                |              | Córdoba | Córdoba     | 15          |             |  |      |           |           |           |  |
|  |                  |                  |                  |              | Córdoba | Córdoba     | 15          |             |  |      |           |           |           |  |
|  |                  |                  | Buenos Aires     | Buenos Aires | 17      |             |             |             |  |      |           |           |           |  |
|  | Tucumán          | Tucumán          | Buenos Aires     | Buenos Aires | 17      | 14          |             |             |  |      |           |           |           |  |
|  | Tucumán          | Tucumán          |                  |              |         |             |             |             |  |      |           |           |           |  |
|  | Buenos Aires     | Buenos Aires     | 17               |              |         |             |             |             |  |      |           |           |           |  |
|  | Buenos Aires     | Buenos Aires     | 17               |              |         |             |             |             |  |      |           |           |           |  |
|  |                  |                  |                  |              |         |             |             |             |  |      |           |           |           |  |

#### Copa de Plata
|  | Semifinales   | Semifinales   | Semifinales |         |          | Final Plata | Final Plata | Final Plata |  |
|  |               |               |             |         |          |             |             |             |  |
|  |               |               |             |         |          |             |             |             |  |
|  | Salta         | Salta         | 12          |         |          |             |             |             |  |
|  | Salta         | Salta         | 12          |         |          |             |             |             |  |
|  | Santa Fe      | Santa Fe      | 17          |         |          |             |             |             |  |
|  | Santa Fe      | Santa Fe      | 17          |         | Santa Fe | Santa Fe    | 15          |             |  |
|  |               |               |             |         | Santa Fe | Santa Fe    | 15          |             |  |
|  |               |               | Tucumán     | Tucumán | 17       |             |             |             |  |
|  | Mar del Plata | Mar del Plata | Tucumán     | Tucumán | 17       | 14          |             |             |  |
|  | Mar del Plata | Mar del Plata |             |         |          | 14          |             |             |  |
|  | Tucumán       | Tucumán       | 19          |         |          |             |             |             |  |
|  | Tucumán       | Tucumán       | 19          |         |          |             |             |             |  |
|  |               |               |             |         |          |             |             |             |  |

### Copa de Bronce
|  | Cuartos de final    | Cuartos de final    | Cuartos de final |               |          | Semifinales | Semifinales | Semifinales |  |         | Final Bronce | Final Bronce | Final Bronce |  |
|  |                     |                     |                  |               |          |             |             |             |  |         |              |              |              |  |
|  |                     |                     |                  |               |          |             |             |             |  |         |              |              |              |  |
|  | Noreste             | Noreste             | 26               |               |          |             |             |             |  |         |              |              |              |  |
|  | Noreste             | Noreste             | 26               |               |          |             |             |             |  |         |              |              |              |  |
|  | Chubut              | Chubut              | 0                |               |          |             |             |             |  |         |              |              |              |  |
|  | Chubut              | Chubut              | 0                |               | Noreste  | Noreste     | 15          |             |  |         |              |              |              |  |
|  |                     |                     |                  |               | Noreste  | Noreste     | 15          |             |  |         |              |              |              |  |
|  |                     |                     | Rosario          | Rosario       | 10       |             |             |             |  |         |              |              |              |  |
|  | Sur                 | Sur                 | Rosario          | Rosario       | 10       | 7           |             |             |  |         |              |              |              |  |
|  | Sur                 | Sur                 |                  |               |          |             |             |             |  |         |              |              |              |  |
|  | Rosario             | Rosario             | 42               |               |          |             |             |             |  |         |              |              |              |  |
|  | Rosario             | Rosario             | 42               |               |          |             |             |             |  | Noreste | Noreste      | 33           |              |  |
|  |                     |                     |                  |               |          |             |             |             |  | Noreste | Noreste      | 33           |              |  |
|  |                     |                     | Lagos del Sur    | Lagos del Sur | 10       |             |             |             |  |         |              |              |              |  |
|  | San Juan            | San Juan            | Lagos del Sur    | Lagos del Sur | 10       | 17          |             |             |  |         |              |              |              |  |
|  | San Juan            | San Juan            |                  |               |          |             |             |             |  |         |              |              |              |  |
|  | Tierra del Fuego    | Tierra del Fuego    | 0                |               |          |             |             |             |  |         |              |              |              |  |
|  | Tierra del Fuego    | Tierra del Fuego    | 0                |               | San Juan | San Juan    | 7           |             |  |         |              |              |              |  |
|  |                     |                     |                  |               | San Juan | San Juan    | 7           |             |  |         |              |              |              |  |
|  |                     |                     | Lagos del Sur    | Lagos del Sur | 15       |             |             |             |  |         |              |              |              |  |
|  | Santiago del Estero | Santiago del Estero | Lagos del Sur    | Lagos del Sur | 15       | 5           |             |             |  |         |              |              |              |  |
|  | Santiago del Estero | Santiago del Estero |                  |               |          |             |             |             |  |         |              |              |              |  |
|  | Lagos del Sur       | Lagos del Sur       | 17               |               |          |             |             |             |  |         |              |              |              |  |
|  | Lagos del Sur       | Lagos del Sur       | 17               |               |          |             |             |             |  |         |              |              |              |  |
|  |                     |                     |                  |               |          |             |             |             |  |         |              |              |              |  |

#### Posicionamiento
|  | Semifinales         | Semifinales         | Semifinales         |                     |     | Final Posicionamiento | Final Posicionamiento | Final Posicionamiento |  |
|  |                     |                     |                     |                     |     |                       |                       |                       |  |
|  |                     |                     |                     |                     |     |                       |                       |                       |  |
|  | Chubut              | Chubut              | 7                   |                     |     |                       |                       |                       |  |
|  | Chubut              | Chubut              | 7                   |                     |     |                       |                       |                       |  |
|  | Sur                 | Sur                 | 19                  |                     |     |                       |                       |                       |  |
|  | Sur                 | Sur                 | 19                  |                     | Sur | Sur                   | 12                    |                       |  |
|  |                     |                     |                     |                     | Sur | Sur                   | 12                    |                       |  |
|  |                     |                     | Santiago del Estero | Santiago del Estero | 17  |                       |                       |                       |  |
|  | Tierra del Fuego    | Tierra del Fuego    | Santiago del Estero | Santiago del Estero | 17  | 10                    |                       |                       |  |
|  | Tierra del Fuego    | Tierra del Fuego    |                     |                     |     | 10                    |                       |                       |  |
|  | Santiago del Estero | Santiago del Estero | 24                  |                     |     | Final Descenso        | Final Descenso        | Final Descenso        |  |
|  | Santiago del Estero | Santiago del Estero | 24                  |                     |     | Final Descenso        | Final Descenso        | Final Descenso        |  |
|  |                     |                     |                     |                     |     |                       |                       |                       |  |
|  |                     |                     |                     |                     |     | Chubut                | Chubut                | 14                    |  |
|  |                     |                     |                     |                     |     | Chubut                | Chubut                | 14                    |  |
|  |                     |                     |                     |                     |     | Tierra del Fuego      | Tierra del Fuego      | 19                    |  |
|  |                     |                     |                     |                     |     | Tierra del Fuego      | Tierra del Fuego      | 19                    |  |
|  |                     |                     |                     |                     |     |                       |                       |                       |  |

### Zona Ascenso
|  | Cuartos de final | Cuartos de final | Cuartos de final |          |          | Semifinales | Semifinales | Semifinales |  |       | Final Ascenso | Final Ascenso | Final Ascenso |  |
|  |                  |                  |                  |          |          |             |             |             |  |       |               |               |               |  |
|  |                  |                  |                  |          |          |             |             |             |  |       |               |               |               |  |
|  | Formosa          | Formosa          | 36               |          |          |             |             |             |  |       |               |               |               |  |
|  | Formosa          | Formosa          | 36               |          |          |             |             |             |  |       |               |               |               |  |
|  | San Luis         | San Luis         | 7                |          |          |             |             |             |  |       |               |               |               |  |
|  | San Luis         | San Luis         | 7                |          | Formosa  | Formosa     | 7           |             |  |       |               |               |               |  |
|  |                  |                  |                  |          | Formosa  | Formosa     | 7           |             |  |       |               |               |               |  |
|  |                  |                  | Oeste            | Oeste    | 24       |             |             |             |  |       |               |               |               |  |
|  | Alto Valle       | Alto Valle       | Oeste            | Oeste    | 24       | 10          |             |             |  |       |               |               |               |  |
|  | Alto Valle       | Alto Valle       |                  |          |          |             |             |             |  |       |               |               |               |  |
|  | Oeste            | Oeste            | 14               |          |          |             |             |             |  |       |               |               |               |  |
|  | Oeste            | Oeste            | 14               |          |          |             |             |             |  | Oeste | Oeste         | 7             |               |  |
|  |                  |                  |                  |          |          |             |             |             |  | Oeste | Oeste         | 7             |               |  |
|  |                  |                  | Misiones         | Misiones | 22       |             |             |             |  |       |               |               |               |  |
|  | Misiones         | Misiones         | Misiones         | Misiones | 22       | 26          |             |             |  |       |               |               |               |  |
|  | Misiones         | Misiones         |                  |          |          |             |             |             |  |       |               |               |               |  |
|  | Andina           | Andina           | 10               |          |          |             |             |             |  |       |               |               |               |  |
|  | Andina           | Andina           | 10               |          | Misiones | Misiones    | 38          |             |  |       |               |               |               |  |
|  |                  |                  |                  |          | Misiones | Misiones    | 38          |             |  |       |               |               |               |  |
|  |                  |                  | Jujuy            | Jujuy    | 0        |             |             |             |  |       |               |               |               |  |
|  | Austral          | Austral          | Jujuy            | Jujuy    | 0        | 19          |             |             |  |       |               |               |               |  |
|  | Austral          | Austral          |                  |          |          |             |             |             |  |       |               |               |               |  |
|  | Jujuy            | Jujuy            | 28               |          |          |             |             |             |  |       |               |               |               |  |
|  | Jujuy            | Jujuy            | 28               |          |          |             |             |             |  |       |               |               |               |  |
|  |                  |                  |                  |          |          |             |             |             |  |       |               |               |               |  |

## Tabla de posiciones
Las posiciones finales al terminar el campeonato:
| 1.°  | Cuyo             | 6 | 0 | 0 | 96  | 66  | +30  | 12 |
| 2.°  | Buenos Aires     | 4 | 0 | 2 | 107 | 63  | +44  | 8  |
| 3.°  | Entre Ríos       | 4 | 0 | 1 | 82  | 29  | +53  | 8  |
| 4.°  | Córdoba          | 4 | 0 | 1 | 108 | 34  | +74  | 8  |
| 5.°  | Tucumán          | 5 | 0 | 1 | 150 | 77  | +73  | 10 |
| 6.°  | Santa Fe         | 3 | 0 | 3 | 92  | 98  | −6   | 6  |
| 7.°  | Mar del Plata    | 1 | 0 | 4 | 62  | 76  | -14  | 2  |
| 8.°  | Salta            | 2 | 0 | 3 | 96  | 64  | +32  | 4  |
| 9.°  | Noreste          | 4 | 0 | 2 | 118 | 85  | +33  | 8  |
| 10.° | Lagos del Sur    | 2 | 0 | 4 | 69  | 105 | -36  | 4  |
| 11.° | Rosario          | 1 | 0 | 4 | 85  | 105 | -20  | 2  |
| 12.° | San Juan         | 2 | 0 | 3 | 67  | 86  | -19  | 4  |
| 13.° | Sgo. del Estero  | 3 | 0 | 3 | 86  | 116 | -30  | 6  |
| 14.° | Sur              | 2 | 0 | 4 | 76  | 116 | -40  | 4  |
| 15.° | Tierra del Fuego | 2 | 0 | 4 | 62  | 133 | -71  | 4  |
| 16.° | Misiones         | 6 | 0 | 0 | 188 | 39  | +149 | 12 |
| 17.° | Chubut           | 0 | 0 | 6 | 52  | 161 | -109 | 0  |
| 18.° | Oeste            | 3 | 0 | 3 | 79  | 68  | +11  | 6  |
| 19.° | Jujuy            | 2 | 0 | 3 | 53  | 115 | -62  | 4  |
| 20.° | Formosa          | 3 | 1 | 1 | 82  | 56  | +26  | 7  |
| 21.° | Andina           | 1 | 0 | 3 | 49  | 79  | -30  | 2  |
| 22.° | Alto Valle       | 2 | 0 | 2 | 66  | 46  | +20  | 4  |
| 23.° | Austral          | 1 | 1 | 2 | 55  | 69  | -14  | 3  |
| 24.° | San Luis         | 0 | 0 | 4 | 51  | 91  | -40  | 0  |